# کایکی یاماگوچی
کایکی یاماگوچی (به ژاپنی: 山口海輝،  زادهٔ ۲ ژوئن ۱۹۹۹) یک کشتی‌گیر آزادکار اهل کشور ژاپن است.
از افتخارات وی می‌توان به کسب مدال برنز بازی‌های آسیایی ۲۰۲۲ اشاره کرد.